# Théâtre József Katona (Kecskemét)
 (mai 2020).
Si vous disposez d'ouvrages ou d'articles de référence ou si vous connaissez des sites web de qualité traitant du thème abordé ici, merci de compléter l'article en donnant les références utiles à sa vérifiabilité et en les liant à la section « Notes et références ».
Pour les articles homonymes, voir Katona József Színház.
Le Théâtre József Katona (en hongrois : Katona József Színház), anciennement Théâtre municipal (Városi Színház), est un théâtre situé à Kecskemét. 

## Historique

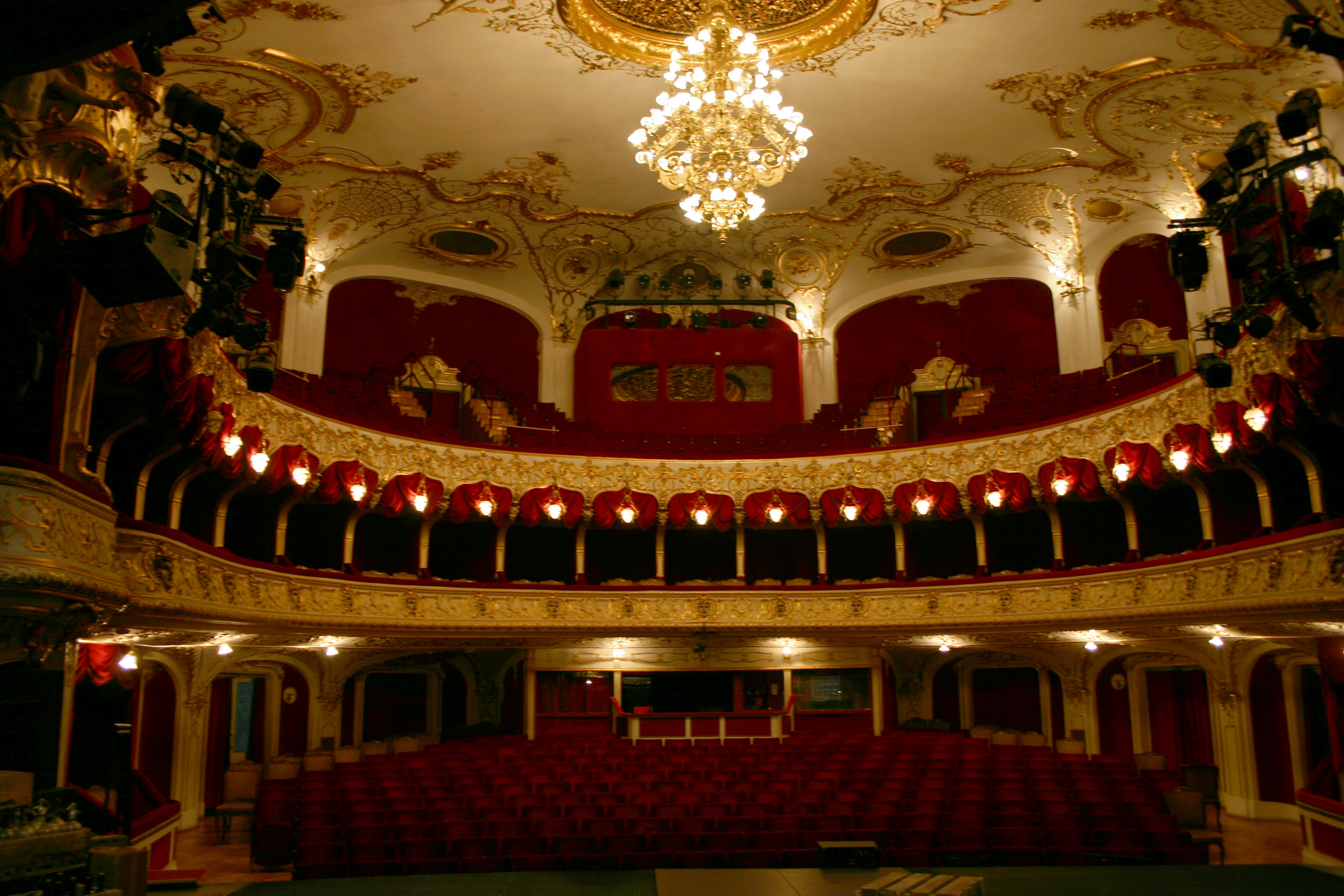
Intérieur du théâtre József Katona en 2012.

Début 2020, le théâtre a obtenu le statut de théâtre national (Théâtre National József Katona de Kecskemét).
Lors de la crise énergétique de l'hiver 2022-2023, le théâtre a dû fermer ses portes pendant un mois.